# Hylorchilus
Hylorchilus là một chi chim trong họ Troglodytidae.